# David Byrne
David Byrne, (Dumbarton, Škotska, 14. svibnja 1952.), američki je pjevač, glazbenik, skladatelj, tekstopisac i umjetnik. 
Byrne je najpoznatiji kao frontman u novovalnom sastavu Talking Heads, ali je također imao solo karijeru, izvodio umjetničke izvedbe različitih zvučnih postava, a iskušao se i u filmskim vodama. Utemeljio je diskografsku kuću Luaka Bop.
Rođen je u Škotskoj ali je odrastao u Hamiltonu u Ontariu u Kanadi i u Arbutusu u Marylandu u SAD-u. Trenutno živi u New Yorku. 

## Diskografija
- My life in the bush of ghosts, 1981. (Zajedno s Brianom Enom)
- The Catherine wheel, 1981.
- The Knee Plays, 1985.
- True Stories, 1986.
- Rei Momo, 1989.
- The Forest, 1991.
- Uh-Oh, 1992.
- David Byrne, 1994.
- Feelings, 1997.
- In spite of wishing and wanting, 1999.
- Look into the eyeball, 2001.
- Lead us not into temptation, 2003.
- Grown backwards, 2004.
- Live from Austin TX, 2007.
- Everything That Happens Will Happen Today, (s Brianom Enom) 2008.
- Big Love: Hymanl 2008.
- Here Lies Love (s Fatboy Slimom) 2010.
- Live at Carnegie Hall, 2012. (s Caetanom Velosom)
- Love This Giant, 2012. (St. Vincent)

## Vnjske poveznice
- Charlie Rose - David Byrne interview